# Iglesia de San Pietro a Majella
San Pietro a Maiella es una iglesia en Nápoles, Italia. El término puede referirse también al conservatorio de música (vecino de la Iglesia), que ocupa los locales del monasterio que se utiliza para formar un único complejo con la iglesia.
La iglesia se encuentra en el extremo oeste de la Via dei Tribunali, una de las tres calles paralelas que definen la red del centro histórico de Nápoles; la iglesia es considerada uno de los ejemplos más significativos de la arquitectura angevina en Nápoles y fue construida por orden de Giovanni Pipino da Barletta, uno de los caballeros de Carlos II de Anjou y el responsable de la destrucción de la última colonia de sarracenos en el sur de la península, en Lucera.
San Pietro a Maiella fue construida a principios de siglo XIV y fue dedicada a Pietro Angelerio, un monje ermitaño de la Majella (en los Abruzos), que se convirtió en el papa Celestino V en 1294. Fue el fundador de la Orden Monástica Celestina, que ocuparon la iglesia hasta 1799, cuando los monasterios fueron suprimidos por la República Napolitana. Después de la restauración de la monarquía, el monasterio fue reabierto, pero en 1826 se convirtió en la casa conservatorio de música, función que ha servido desde entonces. La iglesia fue objeto de restauración en la década de 1930, y sigue funcionando como lugar de culto.
Como era el caso de muchas construcciones con la arquitectura angevina en Nápoles, San Pietro a Maiella sufrió un cambio al barroco del siglo XVII, mas en el siglo XX se trató de "deshacer" para que el edificio recobrase su aspecto original gótico. Gran parte de la obra de arte dentro de la iglesia, está dedicada a distintas fases en la vida del monje Pietro que después se convirtió en el papa Celestino V.

## Galería de imágenes

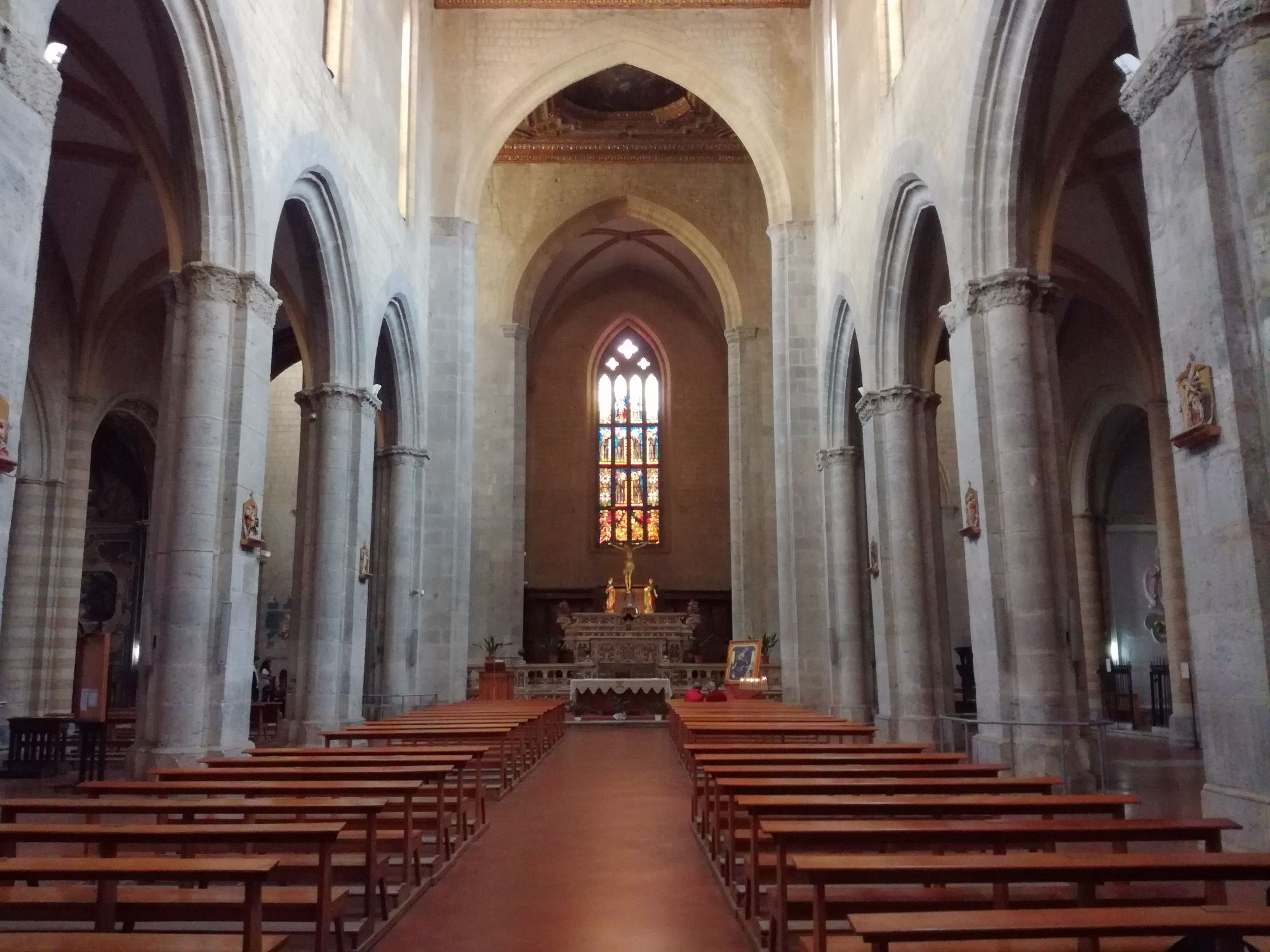
Nave central
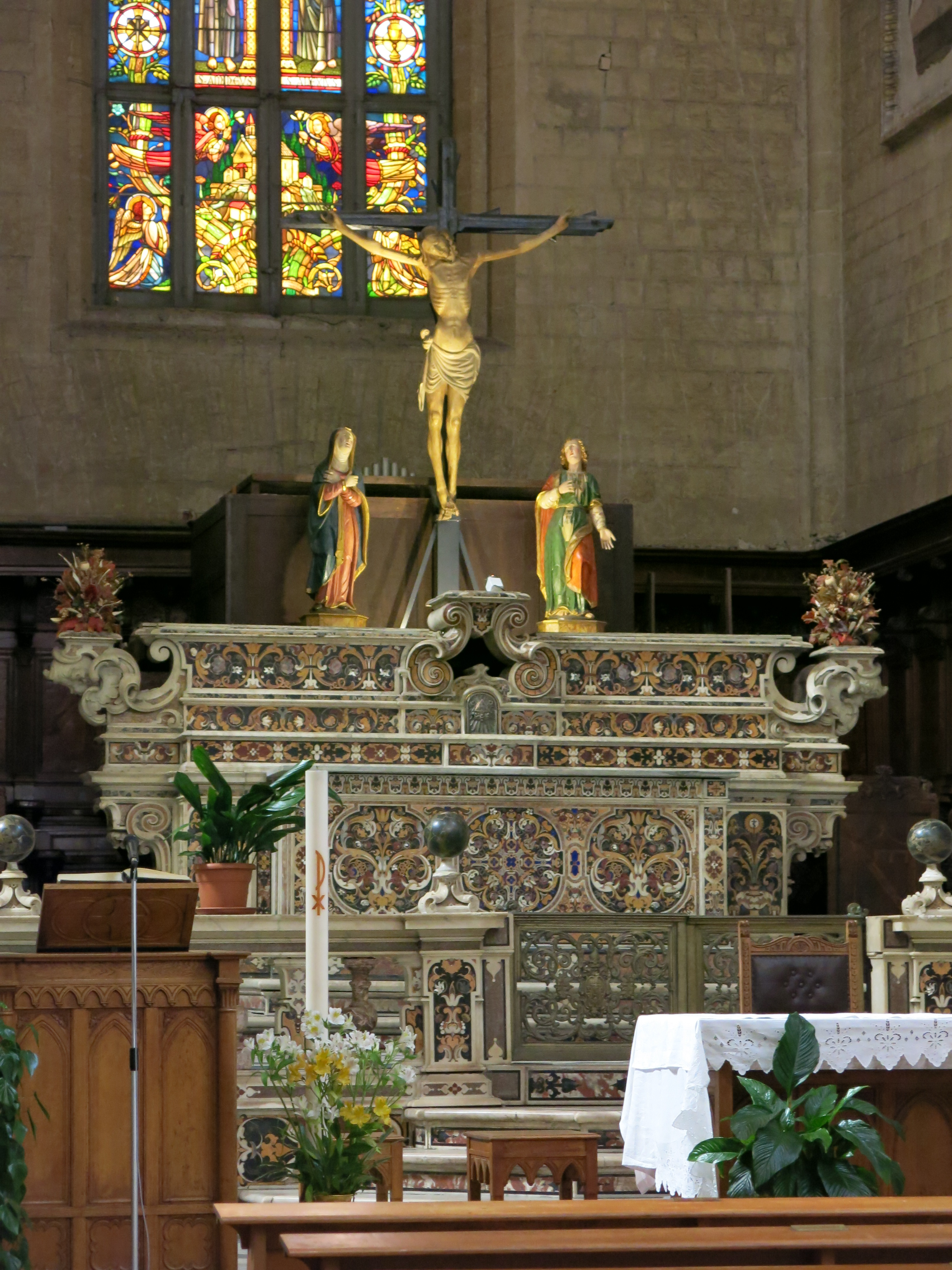
Altar mayor
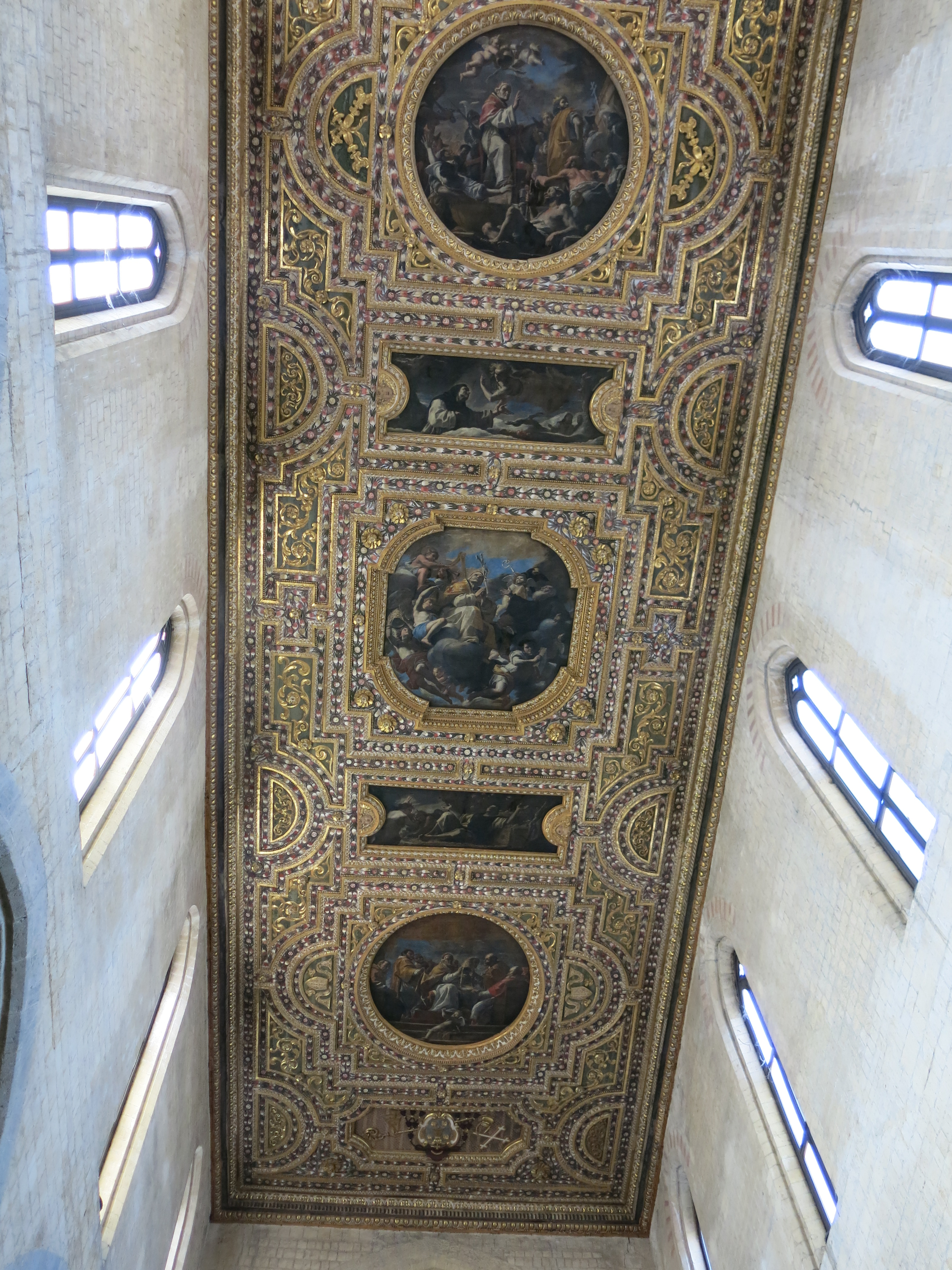
Decoración del techo
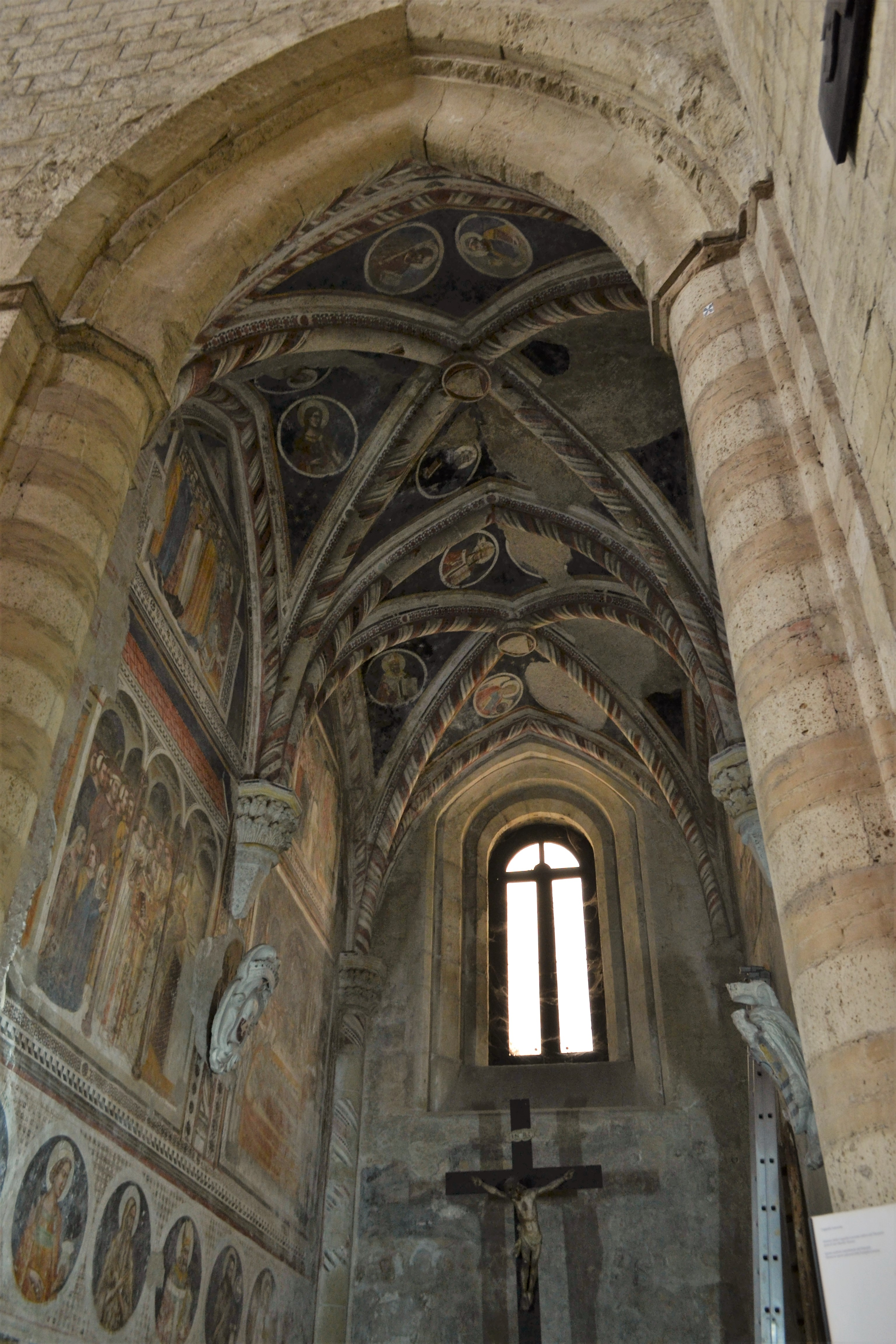
Capilla Leonessa
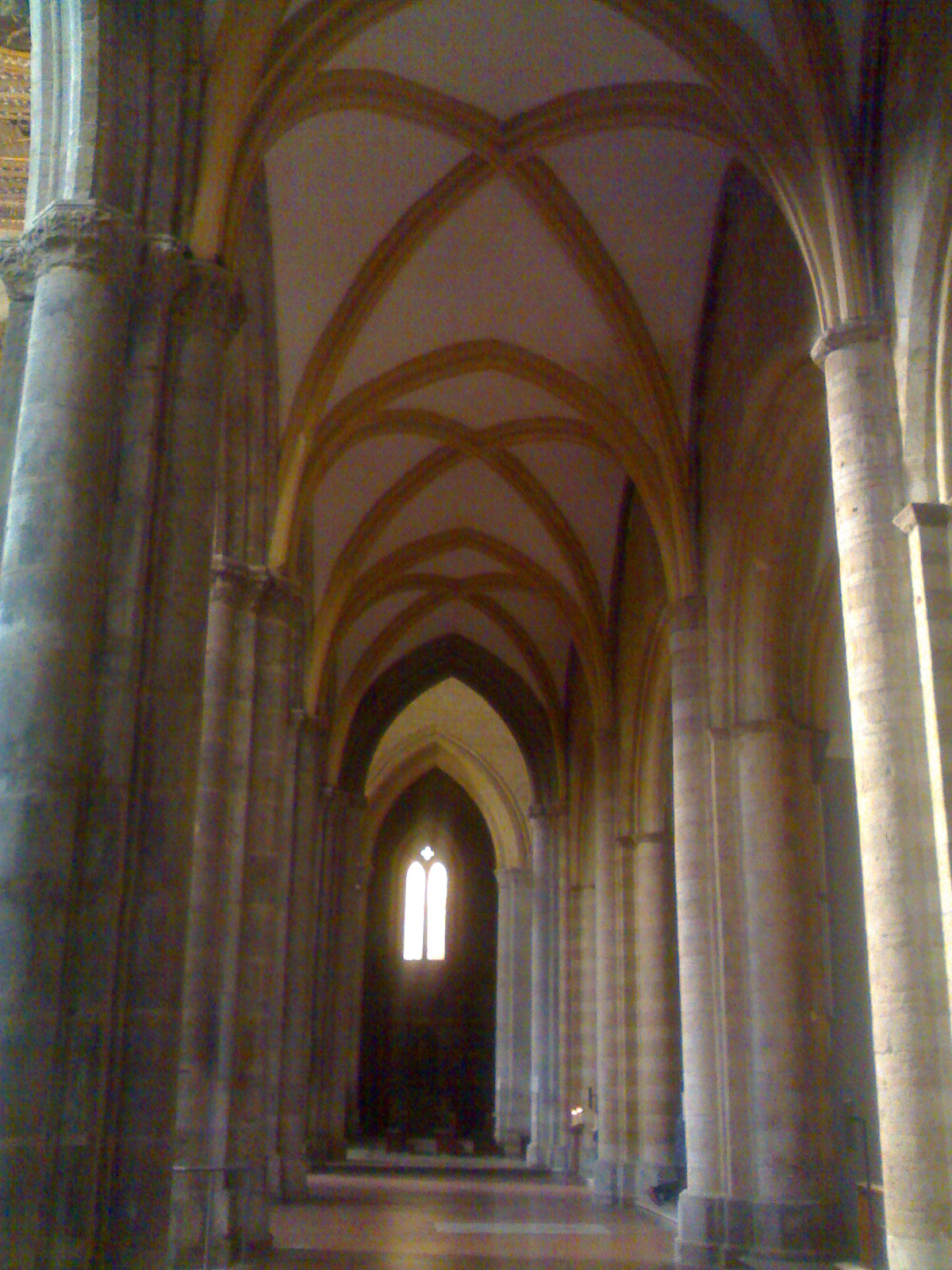
Nave derecha
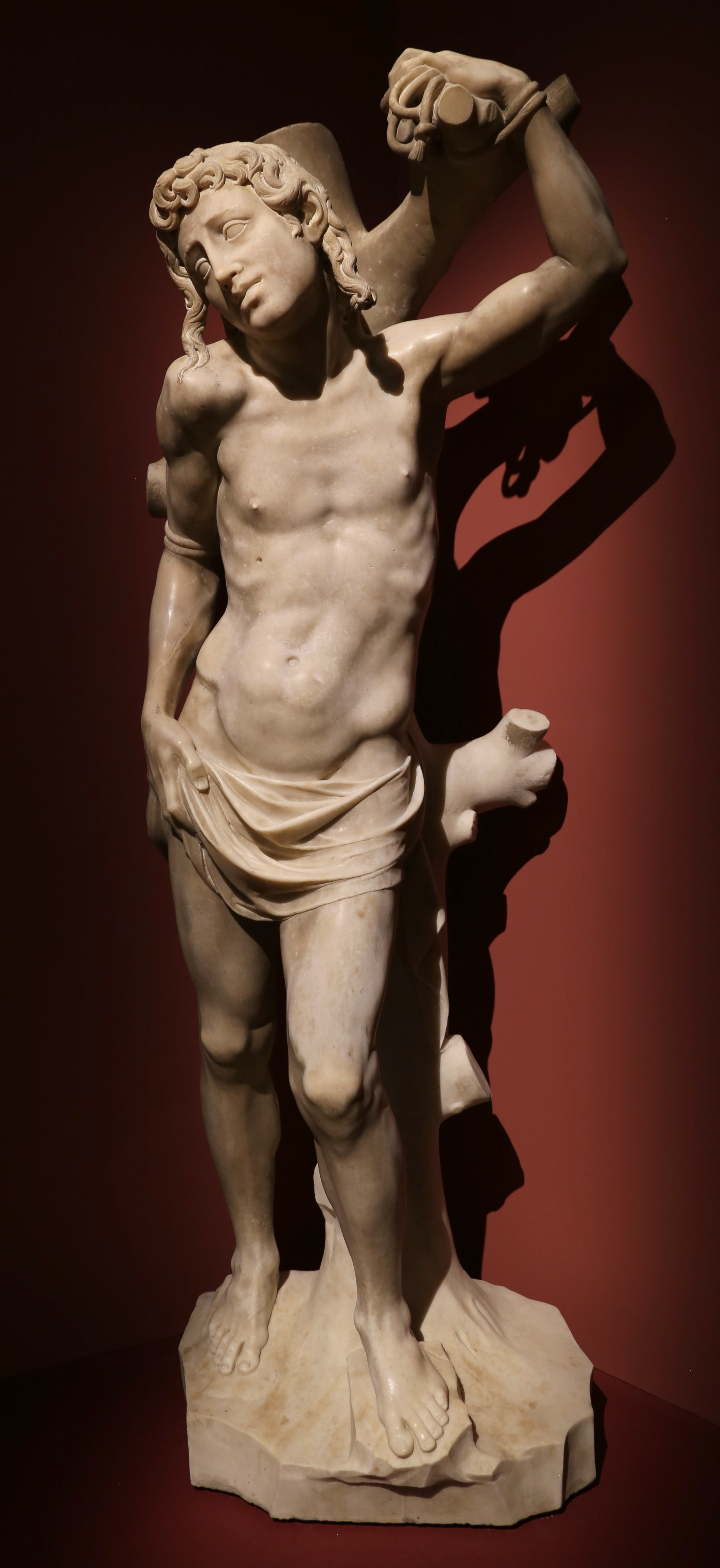
San Sebastían, obra de Giovanni da Nola